# Rutgers Law School
Rutgers Law School és la facultat de dret de la Universitat Rutgers, situada a l'estat nord-americà de Nova Jersey. És la facultat de dret pública més gran dels Estats Units per matriculacions i la desena en total, cadascuna de les classe al programa J.D. de tres anys té uns 300 alumnes matriculats. Fundada el 1908, Rutgers ofereix J.D. i J.D. per advocats estrangers. Rutgers té més de 20.000 ex-alumnes practicant dret en tots els 50 estats. El 2015, Rutgers School of Law–Newark i Rutgers School of Law–Camden es van unificar en una única facultat de dret en dos campus.
U.S. News & World Report, en el seu llistat del 2018 de les millors universitat per graduats, va col·locar Rutgers Law School a la 62a posició d'entre 197 facultats de drets acreditades completament per l'American Bar Association.Above the Law la va situar 43a a la llista de millors facultats de dret de 2017.

## Persones associades amb Rutgers Law School

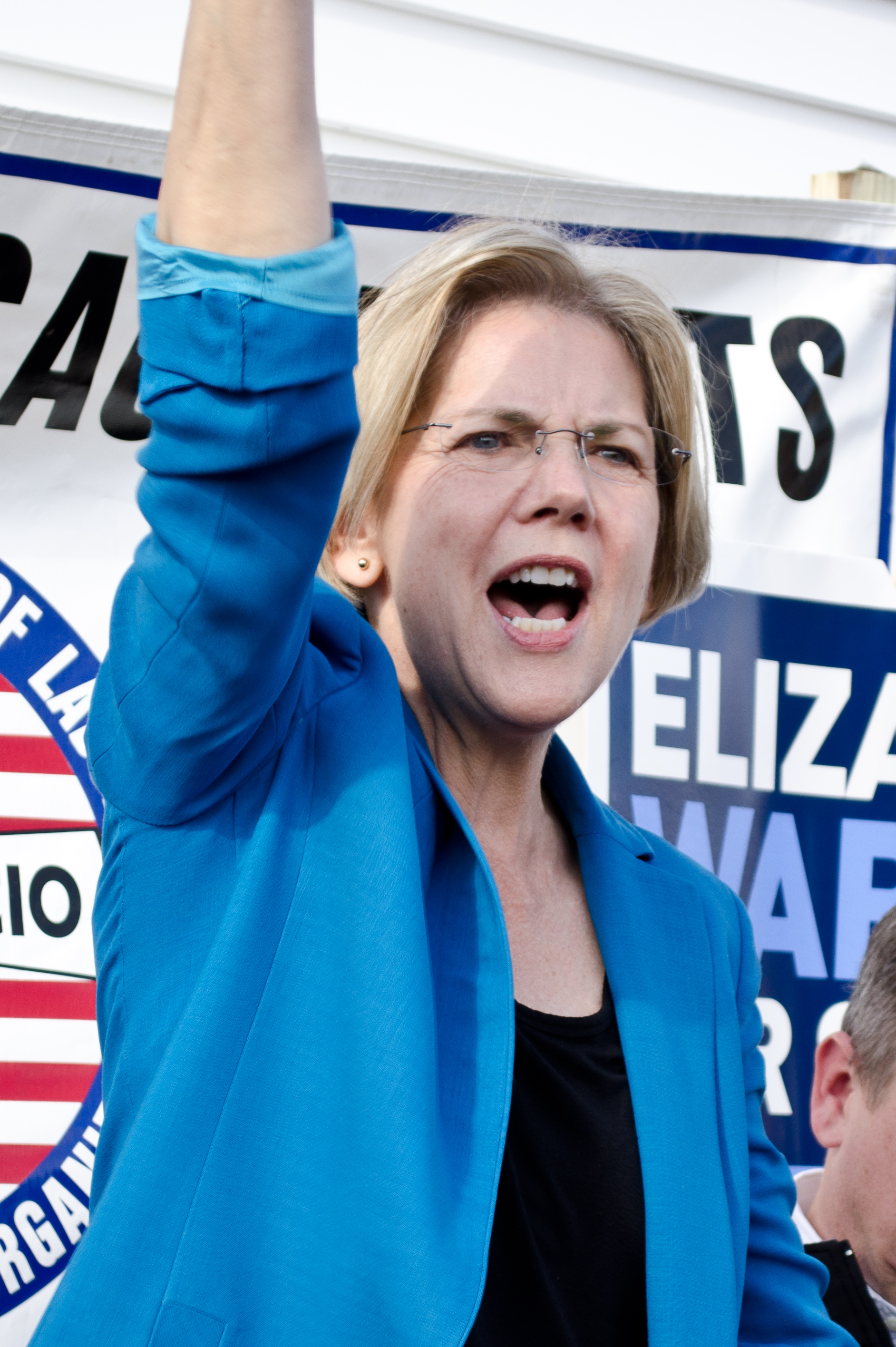
Elizabeth Warren, senadora dels Estats Units per Massachusetts (2013-present) i candidata a les eleccions presidencials de 2020
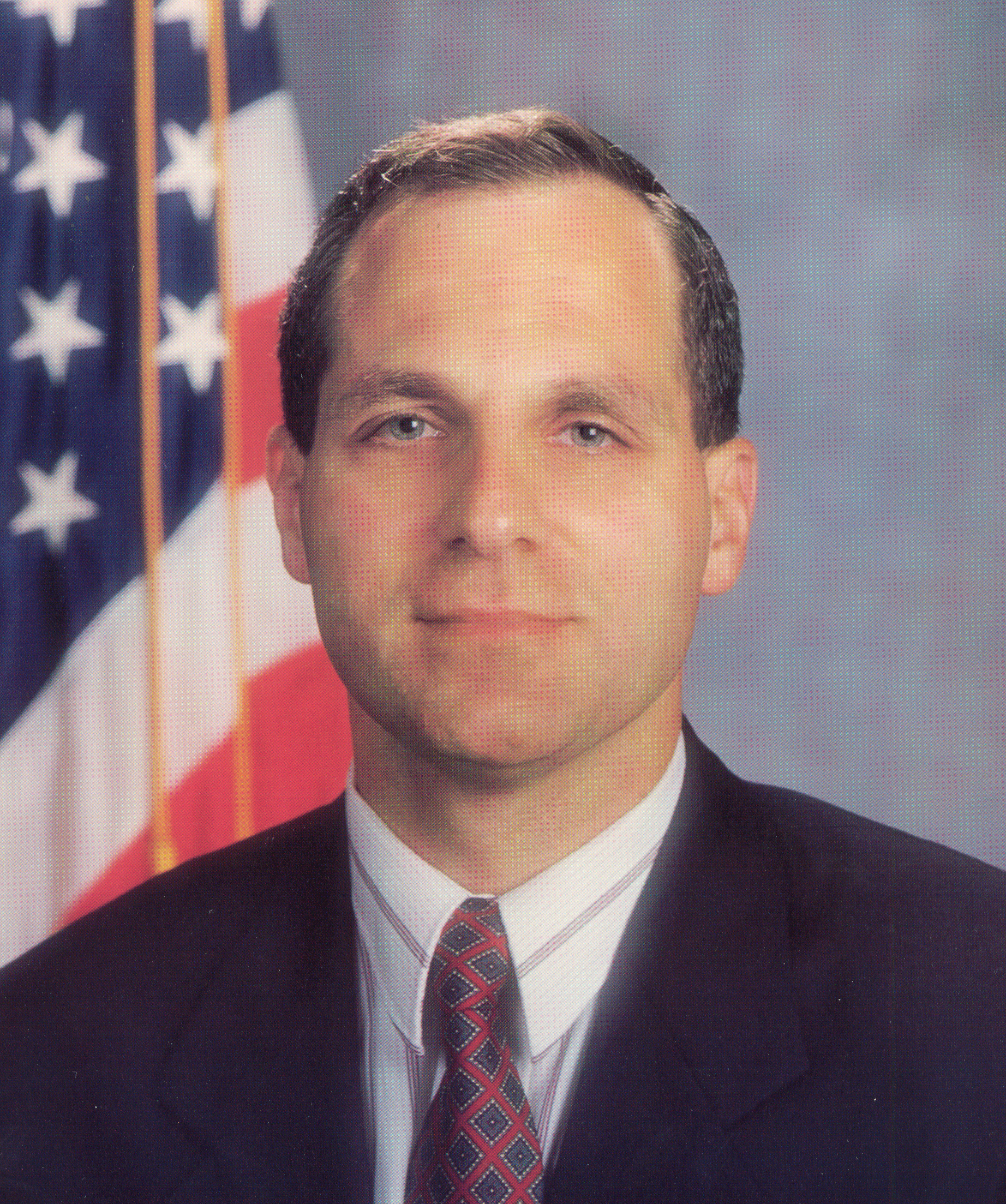
Louis Freeh, director del FBI (1993 - 2001)
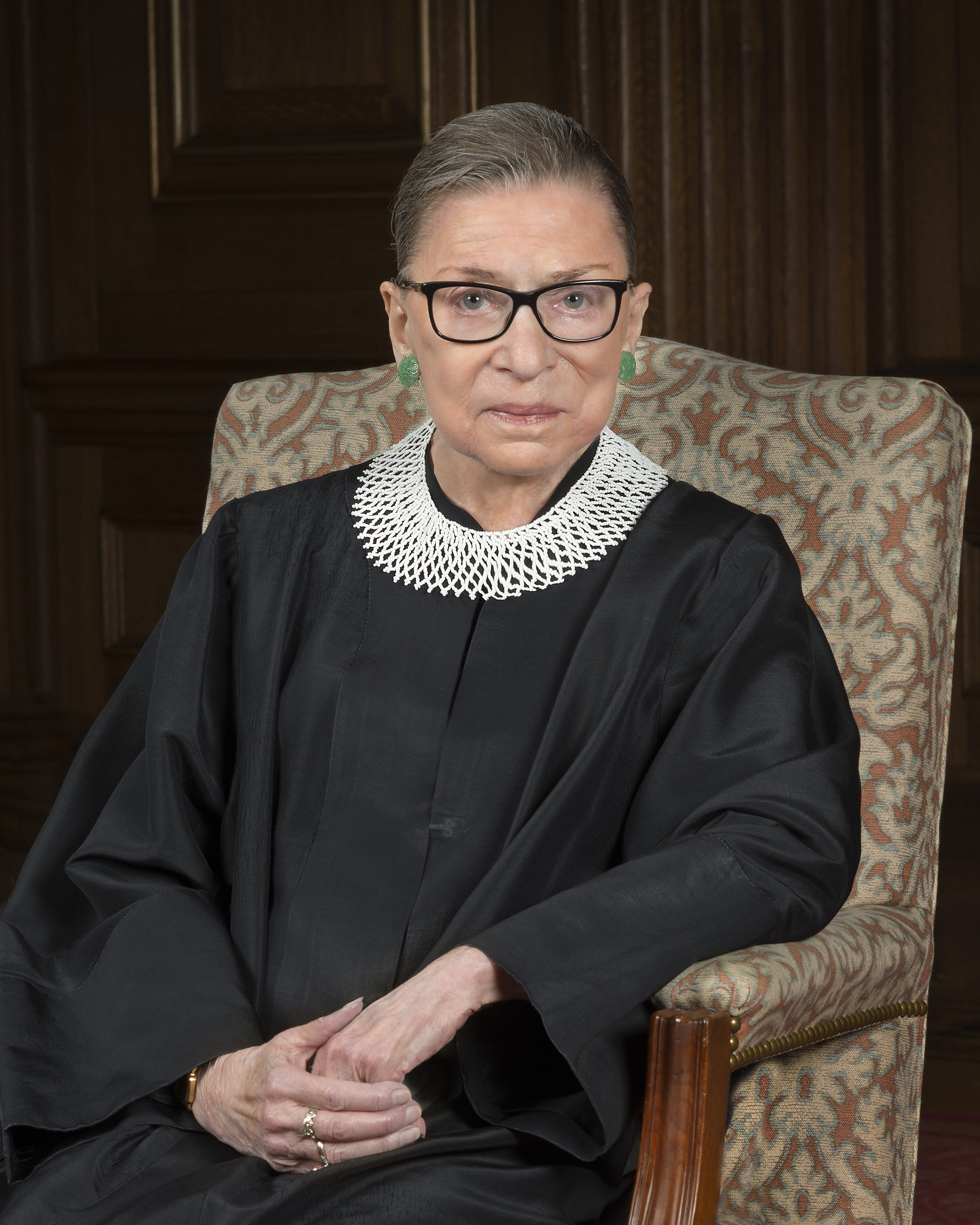
Ruth Bader Ginsburg, Jutgessa Associada del Tribunal Suprem dels Estats Units
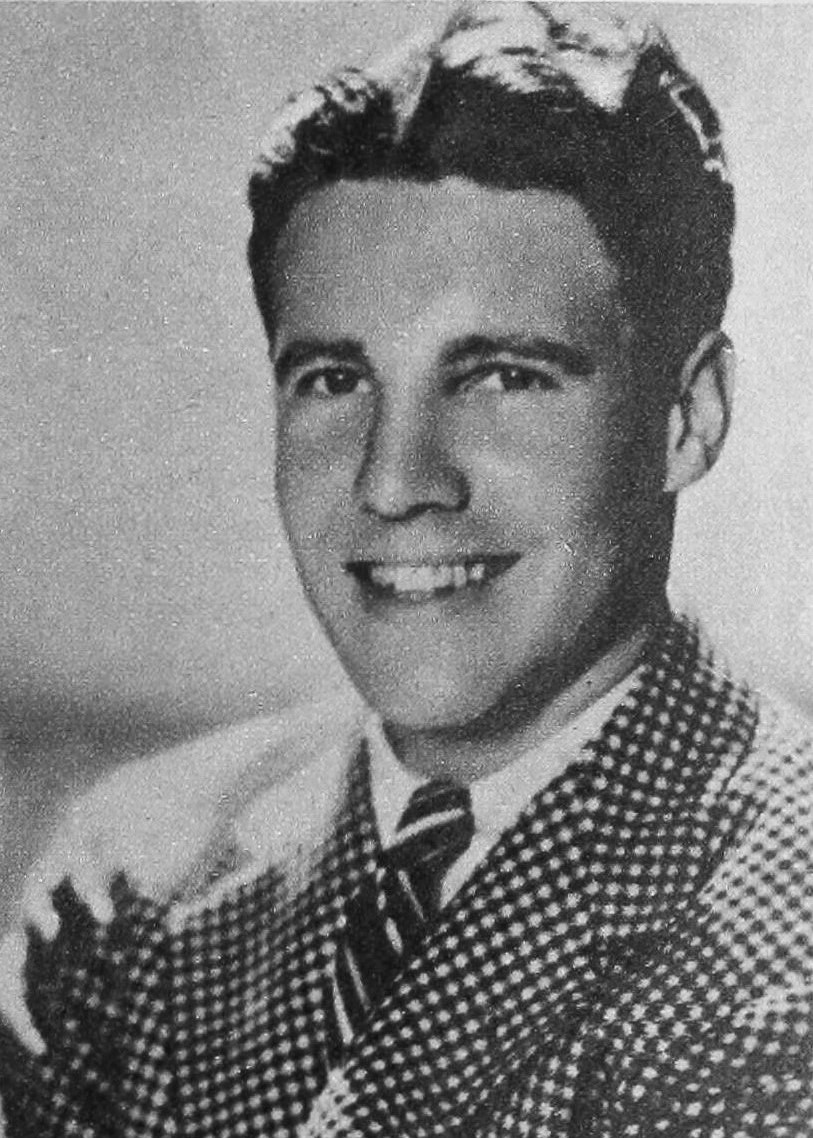
Ozzie Nelson, actor
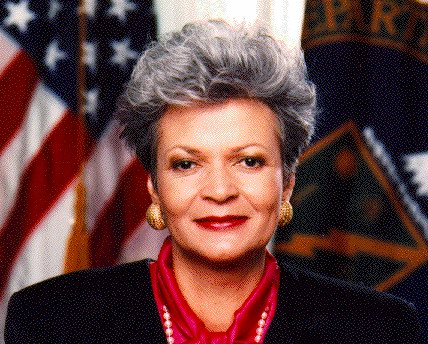
Hazel R. O'Leary, secretària d'energia dels EUA (1993-1997)
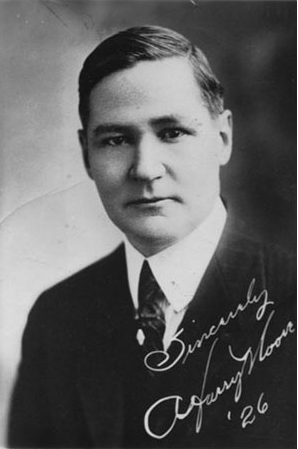
A. Harry Moore, governador de Nova Jersey amb més anys en el càrrec
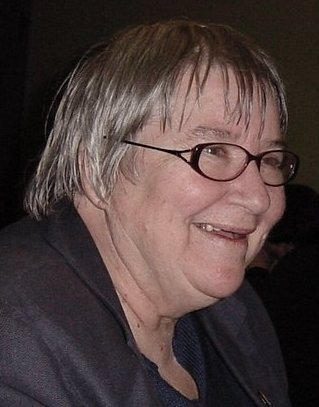
Lynne Stewart, fiscal de defensa penal
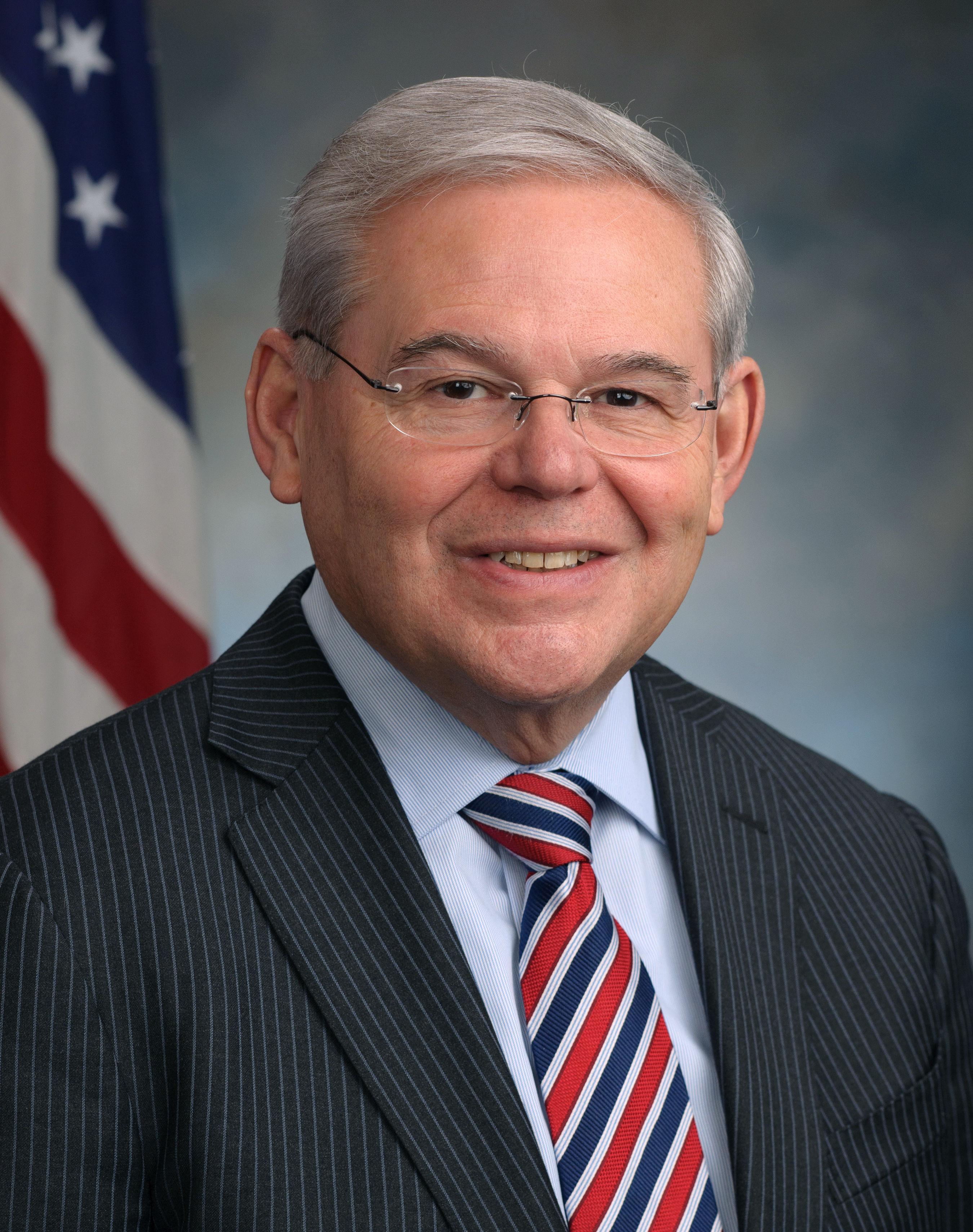
Robert Menendez, senador dels Estats Units (2006-present)
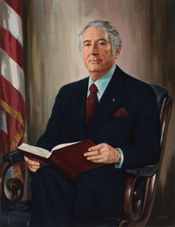
Peter W. Rodino, congressista per Nova Jersey amb més anys al càrrec
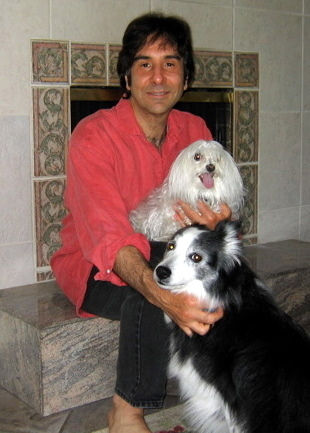
Gary L. Francione, fundador del dret animal
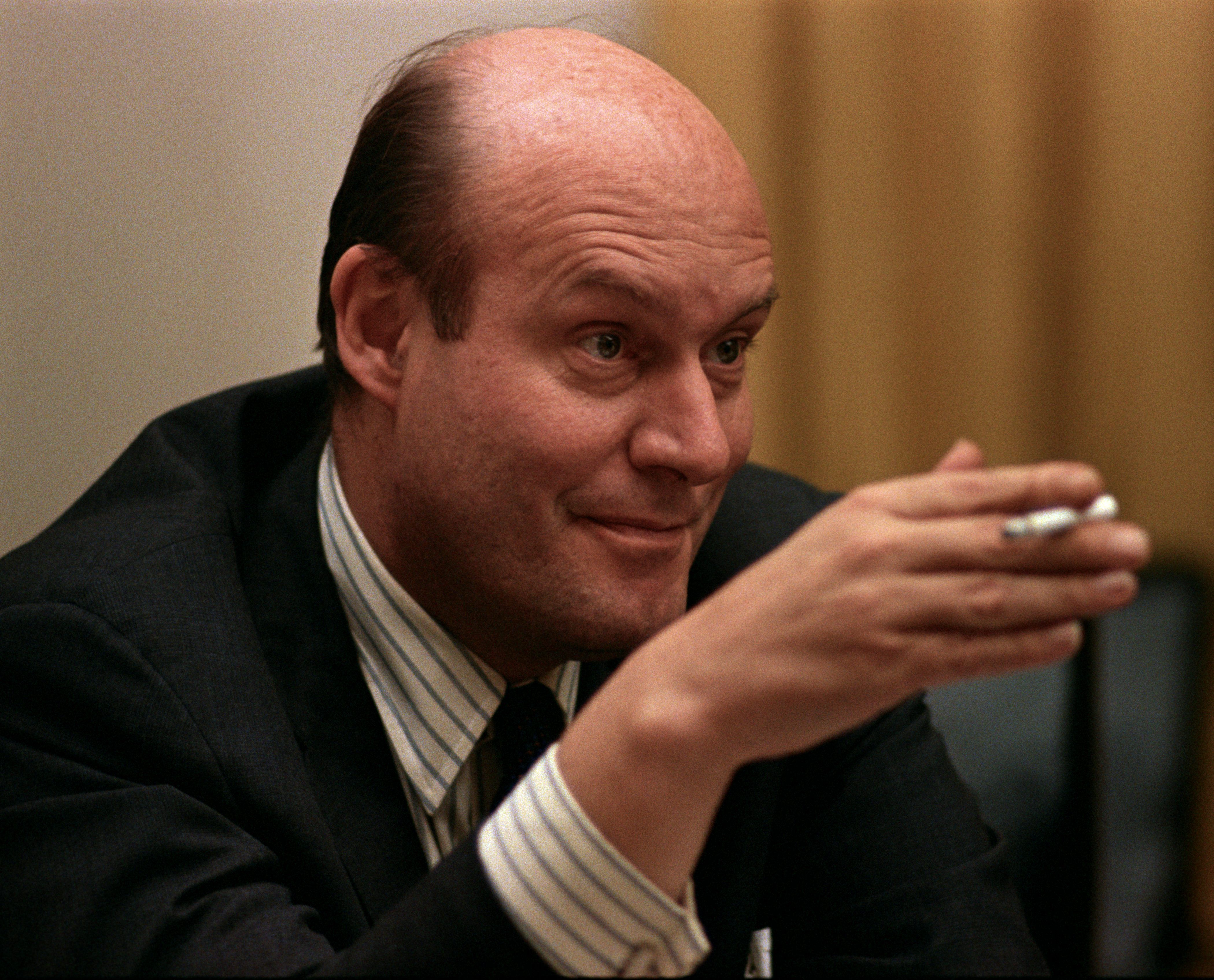
Nicholas Katzenbach, secretari d'Estat dels EUA (1966-1969) i fiscal general del EUA (1965-1966)